# Bosque nacional El Dorado
El bosque nacional El Dorado (en inglés: Eldorado National Forest) es un bosque nacional de los Estados Unidos situado en el centro de la Sierra Nevada (California), en el este del estado de California y parte en el estado de Nevada.
La mayor parte de los bosques (72,8%) se encuentra en el condado de El Dorado. Le siguen en orden descendente de la superficie de los otros condados: Amador, Alpine y Placer en California, y el condado de Douglas en Nevada con 78 acres (320.000 metros cuadrados).